# 송탄동
송탄동(松炭洞)은 경기도 평택시의 행정동으로, 북부 7개 동(옛 송탄시 지역) 중 남동쪽에 있다. 본래 송탄시 동부동이었으며, 송탄시가 평택시에 통합된 후 송탄이라는 지명을 행정구역명에 보존하기 위해 송탄동으로 개칭되었다. 이러한 이유로 송탄동은 실제 송탄 지역의 중심지는 아니다.

## 역사
송탄동은 6개의 법정동(모곡, 칠괴, 가재, 장안, 칠원, 도일)과 15개의 자연마을(모곡, 칠괴, 막곡, 중리, 방혜, 상가, 재하, 가재, 장안, 원칠, 원새, 말수, 촌원, 도일, 하리, 내리, 상리)로 구성되어 있으며, 옛 송탄시의 남동부인 동부동과 도원동에 해당한다.
조선시대 삼남대로가 통과하는 교통의 요충지로 주막거리와 파발이 교대하는 역이 있었던 곳이다.
송탄동이란 지명은 1914년 일제시대 전국의 행정구역이 개편될 때 진위군의 송장, 탄현, 일탄면 등과 인근 여방면의 일부를 병합하여 '송탄면'으로 이름 붙인데서 유래하였다.
1981년 송탄읍이 송탄시로 승격하여 평택군에서 분리되었다. 1995년 5월 10일 평택시, 평택군, 송탄시가 평택시로 통합되면서, 송탄이란 지명을 남기기 위해 1996년 4월 19일 시조례 제197호로 동부동을 송탄동으로 칭하게 되었다. 또한 이에 따라 통합 이전의 시청사는 출장소 청사로 기능이 격하되었다. 1998년 10월 1일 시조례 제353호로 도원동을 편입하면서 현재의 송탄동이 되었다.

## 법정동
- 모곡동(茅谷洞)
- 칠괴동(七槐洞)
- 가재동(佳才洞)
- 장안동(長安洞)
- 칠원동(七院洞)
- 도일동(道日洞)

## 교육
- 송탄초등학교 (가재동)
- 은혜중학교 (장안동)
- 은혜고등학교 (장안동)
- 국제대학교
- 한경국립대학교 평택캠퍼스 (장안동 / 구 한국복지대학교)

## 교통
- 송탄역
- 송탄 나들목

## 아파트
| 단지명                                      | 건설사                    | 시행사                      | 주소               | 입주        | 비고 |
| ------------------------------------------- | ------------------------- | --------------------------- | ------------------ | ----------- | ---- |
| 가재 우림필유                               | 우림건설㈜                | 씨엠케이건설㈜              | 막곡길 11 (가재동) | 2006년 7월  |      |
| 칠괴 우림필유                               | 우림건설㈜                | 우림건설㈜                  |                    | 2006년 5월  |      |
| 브레인시티 중흥S-클래스                     | 중흥토건㈜                | ㈜평택브레인시티1피에프브이 |                    | 2026년 11월 |      |
| 브레인시티 푸르지오                         | 대우건설 중흥토건㈜       | ㈜평택브레인시티3피에프브이 |                    | 2028년 3월  |      |
| 브레인시티 한신더휴                         | 한신공영                  | ㈜한신브레인시티피에프브이  |                    | 2027년 10월 |      |
| 브레인시티 한양수자인                       | ㈜비에스한양              | ㈜비에스산업                |                    | 2027년 12월 |      |
| 브레인시티 대광로제비앙 모아엘가            | ㈜로제비앙건설 ㈜혜림건설 | ㈜포레지아 ㈜키움씨앤디     |                    | 2026년 7월  |      |
| 브레인시티 메디스파크 대광로제비앙 모아엘가 | ㈜대광건영 ㈜모아건설산업 | ㈜디케이월드                |                    |             |      |
| 브레인시티 대광로제비앙 그랜드 센텀         | ㈜대광건영                | ㈜브레인시티5피에프브이     |                    | 2026년 12월 |      |
| 브레인시티 앤네이처 미래도                  | 강산건설㈜ 미래도건설㈜   | ㈜브레인시티10피에프브이    |                    | 2028년 5월  |      |
| 지제역 동문 디이스트 5단지                  | 동문건설㈜                | ㈜우리자산신탁              |                    |             |      |